# Severina
De voornaam Severina is een variant van de voornaam Servien, die is afgeleid van de Latijnse naam Severinus. Dit stamt af van het woord severus, wat "streng" betekent.
Severina is ook een familienaam, onder meer op Curaçao, met als varianten Severino, Severin en Severijn.

## Naamdragers
- Severina Vučković, Kroatische zangeres
- Ruben Severina, Nederlands bestuurder